# 三氯合铅酸甲铵
三氯合铅酸甲铵是一种具有钙钛矿结构的化合物，化学式为CH3NH3PbCl3，可简写为MAPbCl3。它可由氯化铅和甲胺盐酸盐在二甲基甲酰胺和二甲基亚砜混合溶剂中反应制得。将其浸泡在溴化甲铵异丙醇溶液中，可以得到MAPbBr3-xClx。

## 拓展阅读
- Absolute energy level positions in tin- and lead-based halide perovskites. Nat. Commun. 2019. 2560. doi:10.1038/s41467-019-10468-7.